# Cabrera hutia
A Cabrera hutia (Mesocapromys angelcabrerai) az emlősök (Mammalia) osztályának a rágcsálók (Rodentia) rendjébe, ezen belül a hutiák (Capromyidae) családjába tartozó Mesocapromys nem egyik faja.

## Előfordulása
Kizárólag Kuba területén honos. Néhány, a sziget melletti kisebb szigeten is megtalálható. Az élő példányok száma kevesebb, mint 2500. Emiatt veszélyeztetett faj.